# Европейский маршрут E17
Европейский маршрут Е17 — европейский автомобильный маршрут категории А, соединяющий Антверпен (Бельгия) и Поти (Франция). Длина маршрута — 696 км.

## Города, через которые проходит маршрут
Маршрут Е17 проходит через 2 европейские страны:
- Бельгия: Антверпен — Синт-Никлас — Гент — Варегем — Кортрейк —
- Франция: Туркуэн — Лилль — Аррас — Камбре — Сен-Кантен — Лан — Реймс — Шалон-ан-Шампань — Труа — Лангр — Бон

Е70 связан с маршрутами
| - E19 - E34 - E40 - E403 - E42 |  | - E15 - E19 - E44 - E46 - E50 |  | - E511 - E54 - E21 - E60 |

## Фотографии

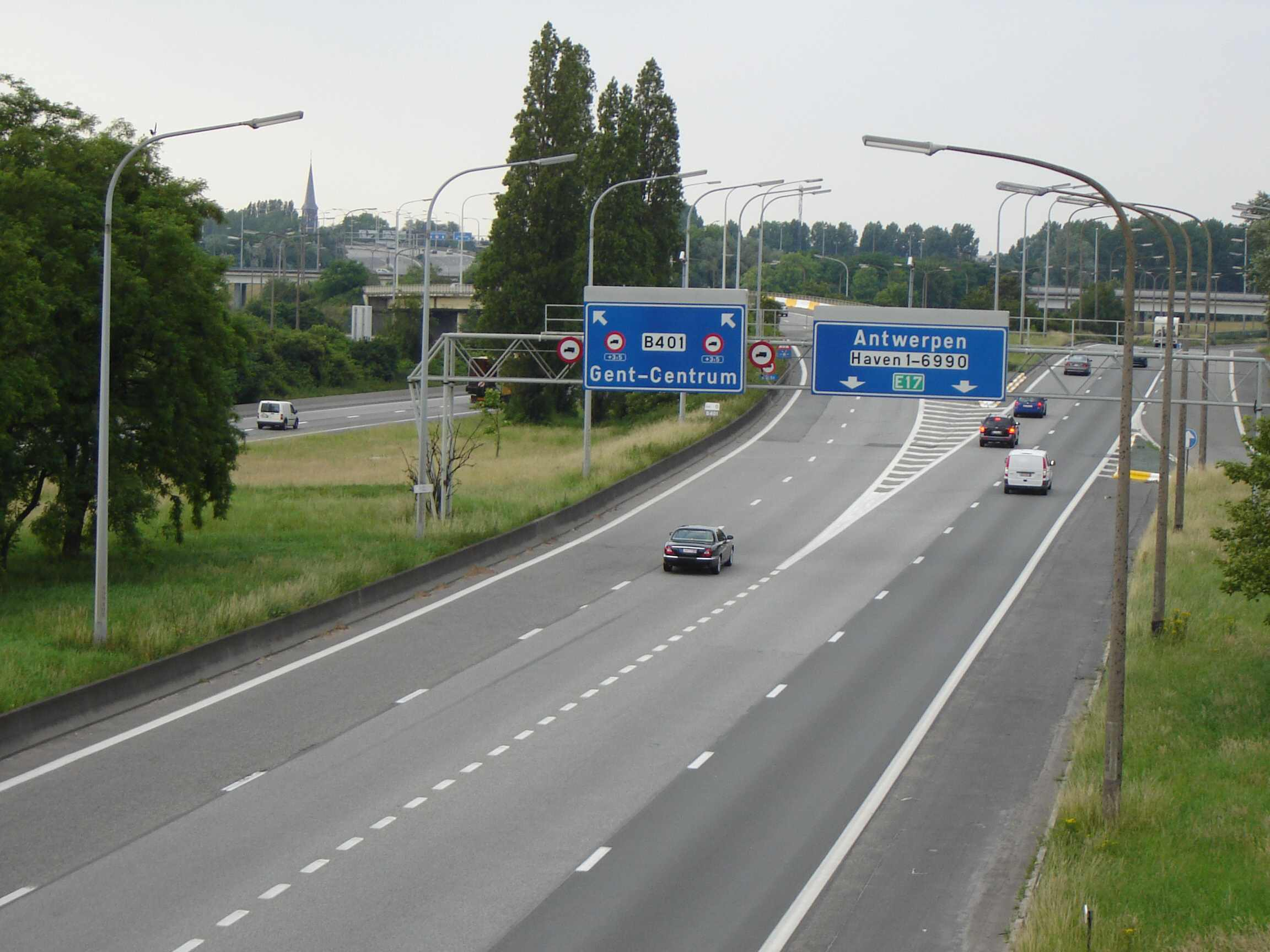
Е17 возле центра Гента
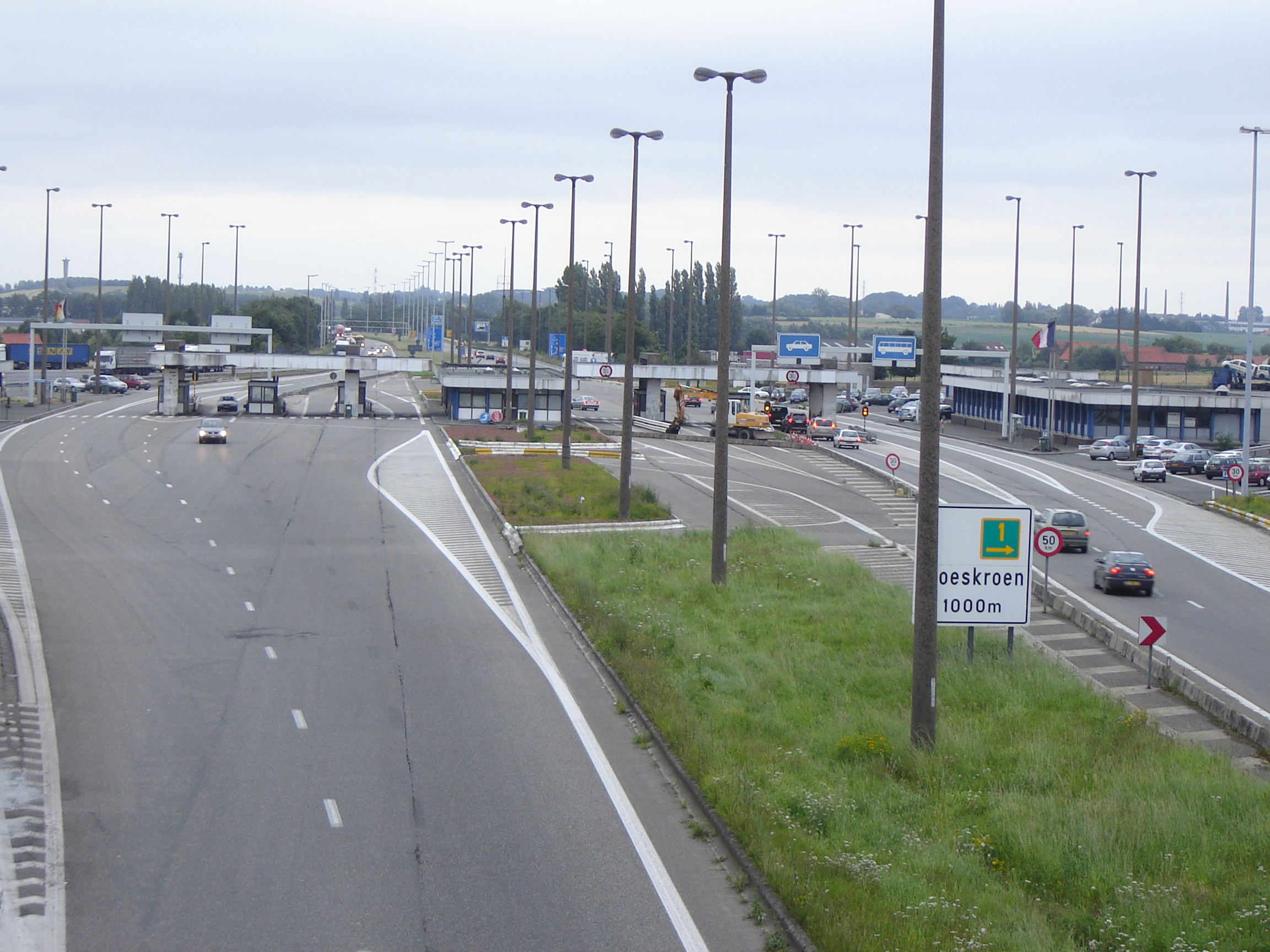
Е17 на границе Бельгии и Франции
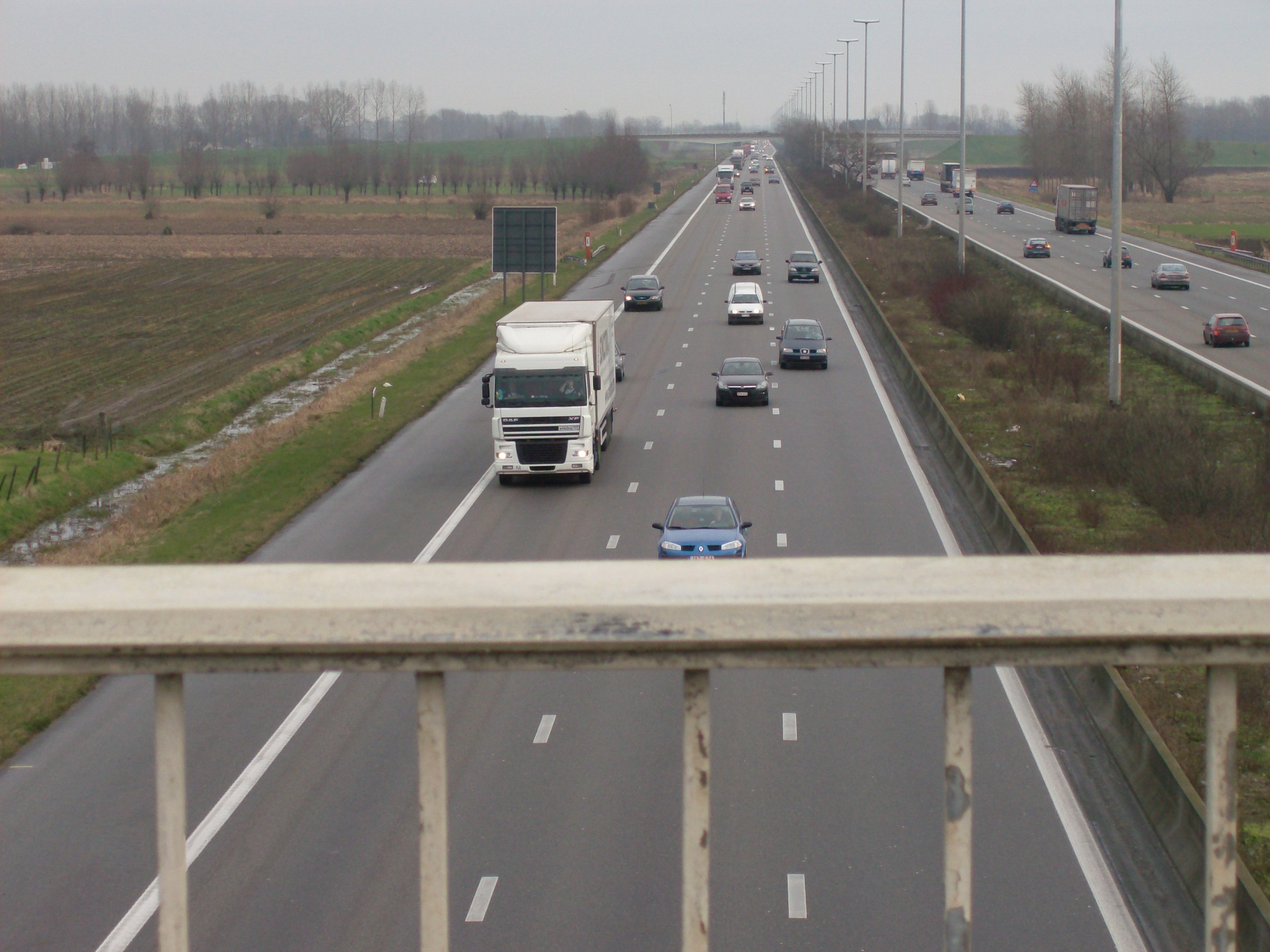
Е17 около Локерена
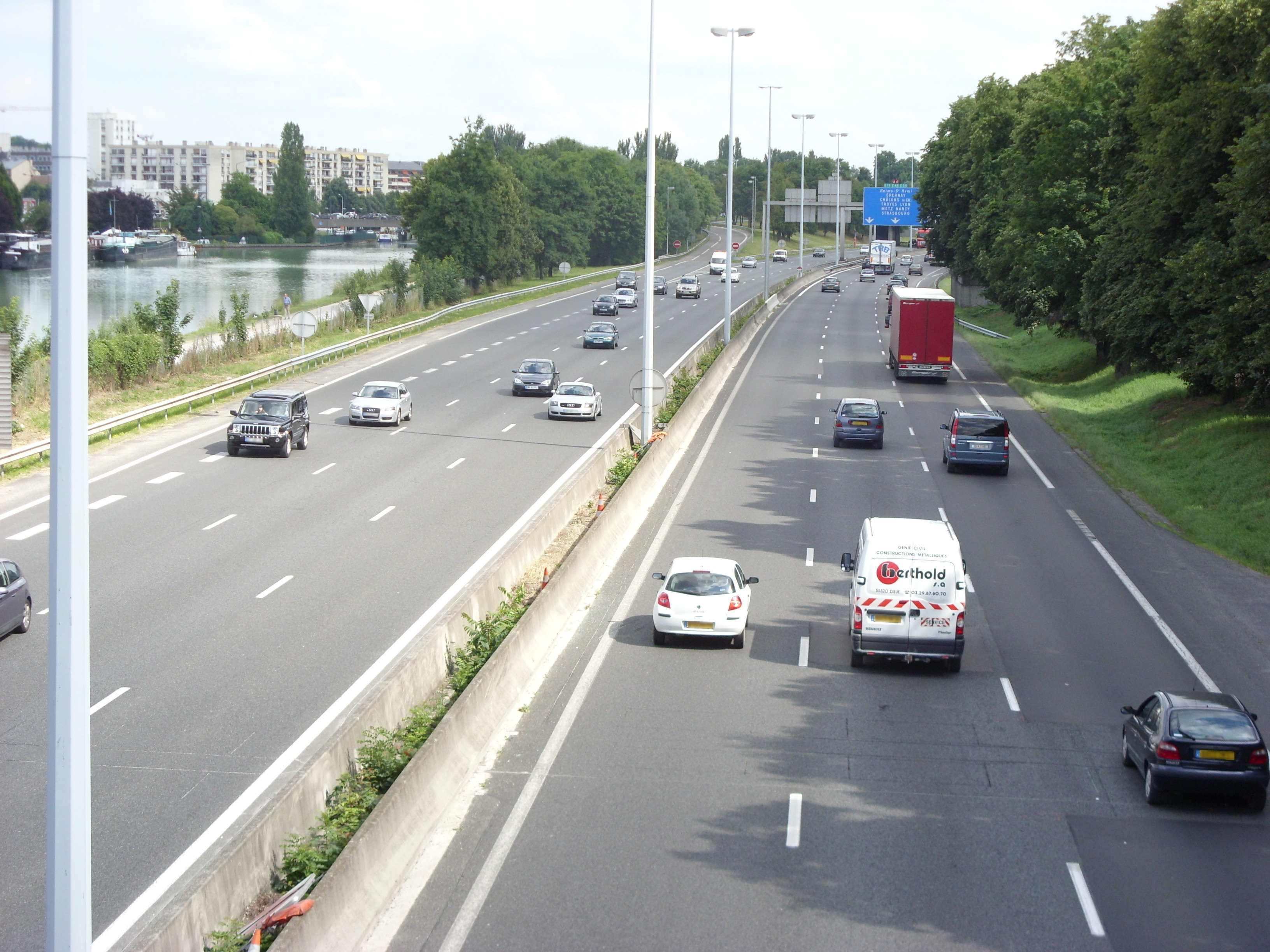
Е17 в Реймсе